# Patrick Mauriès
Cet article possède des homonymes et des paronymes, voir Mauries (homonymie).
Patrick Mauriès né à Saint-Raphaël (Var) en 1952, est un écrivain, éditeur, critique littéraire et collectionneur français. Il a publié près de quarante ouvrages aux éditions Plon, Gallimard, Thames & Hudson et Le Promeneur.

## Biographie
Issu d'une famille dont le père exerce la profession dans le corps militaire et d'une mère originaire du Liban. Patrick Mauriès voyage beaucoup et fait ses études à Nice. Il est un ancien élève de l'École normale supérieure de Saint-Cloud.
Journaliste pour les pages littéraires de Libération après avoir fait ses débuts d'écrivain en 1979 aux éditions du Seuil avec un essai engagé, le Second Manifeste camp, remarqué par Roland Barthes, il fonde sa propre revue, Le Promeneur, en octobre 1981, dans l'esprit des gazettes littéraires du XVIIIe siècle, avec Michèle Hechter. Avec l'éditeur italien Franco Maria Ricci, il participe à la création de la revue FMR. Il a dirigé la filiale française des éditions Thames & Hudson.
En 1988, Le Promeneur devient une maison d'édition à part entière, d'abord au sein de la maison Quai Voltaire fondée par Gérard Voitey, puis, à partir de 1991, à l'intérieur du groupe Gallimard, et ce, jusqu'en 2012.
Collectionneur de livres et d'objets d'art, esthète, spécialiste des cultures anglo-saxonne et italienne, Patrick Mauriès a publié ou republié des auteurs du Bloomsbury Group et des écrivains tels que Piero Camporesi (en), Giovanni Macchia, Mario Praz ou l'historien de l'art Federico Zeri… Parmi les auteurs français, ses choix éditoriaux se portent sur Marcel Schwob, Louise de Vilmorin et Jean Cocteau.
Il a créé les éditions Les Presses de Serendip qui publient des livres d'artiste et de bibliophilie en édition limitée,.
Coauteur de plusieurs livres avec Christian Lacroix ou Jean-Paul Goude, il a écrit près de quarante ouvrages, dont Les Cabinets de curiosités, prix André-Malraux en 2002,,.

## Publications

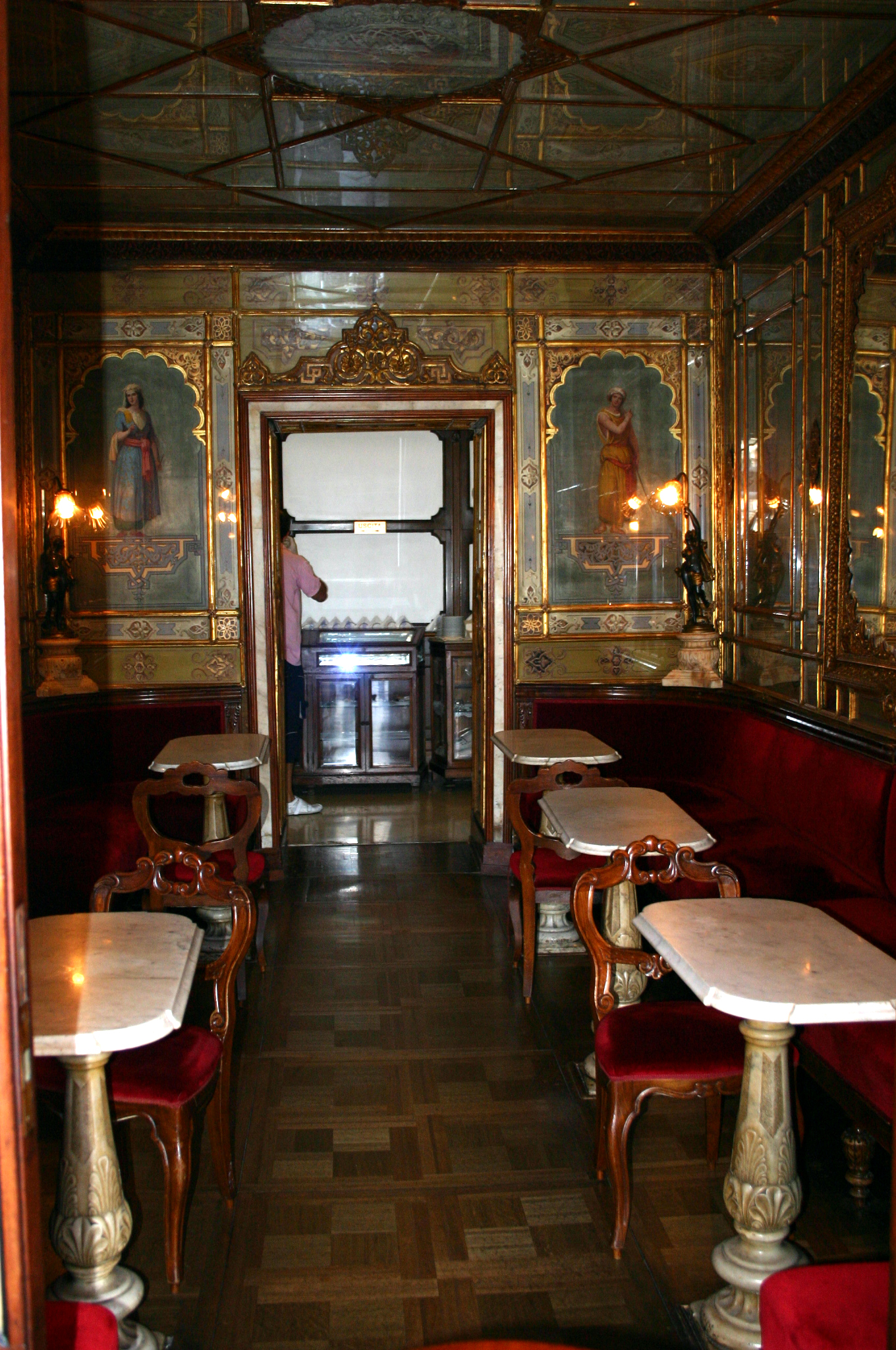
Venise, le Caffè Florian.

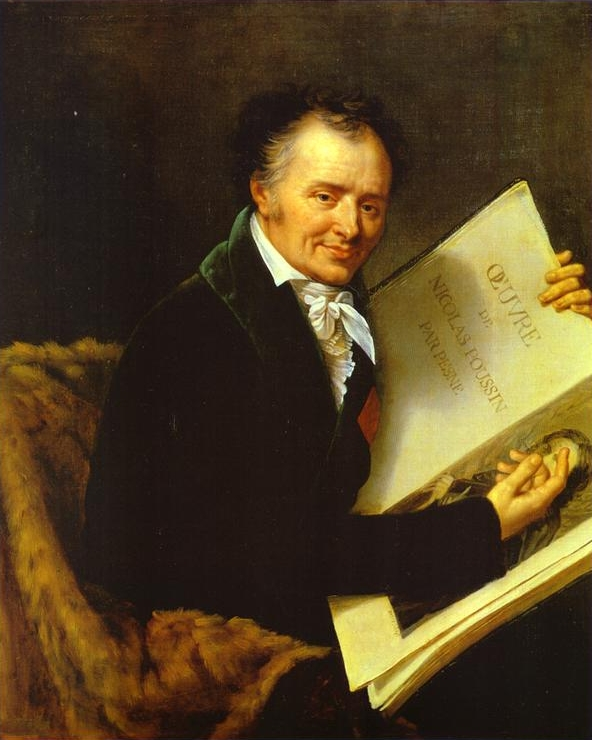
Vivant Denon.

- Maniéristes, Regard, 1983 - réédition : La Lagune, 1995.
- Quelques cafés italiens, Quai Voltaire, 1987 - réédition : Cabinet des Lettres, Le Promeneur, 2001[9].
- Les Lieux parallèles, Plon, 1989.
- Roland Barthes, Cabinet des Lettres, Le Promeneur, 1992.
- La Boite de Boris Kochno, Maurice Imbert, 1992.
- Boldini, Franco Maria Ricci.
- Alexandre Serebriakoff, Franco Maria Ricci.
- Les Bijoux de Chanel, Thames & Hudson, 1993.
- Coquillages et rocailles, Le Génie du lieu, Thames & Hudson, 1994.
- Sur les papillonneries humaines, Cabinet des Lettres, Le Promeneur, 1996.
- Le Trompe-l'œil de l'Antiquité au XXe siècle, Gallimard, 1996.
- Les Gays Savoirs, Le Promeneur, 1998.
- F.Z., Maurice Imbert, 1998.
- Vies remarquables de Vivant Denon, Monuments de la vie de Vivant Denon, Le Promeneur, 1998.
- Sonia Rykiel, Mémoire de la mode, Assouline publishing, 1998.
- Le Style Cocteau, Mémoire de l'art, Assouline, 1998.
- La Scène des morts, avec photographies de Gérard Macé, La Pionnière, 1998.
- Le Vertige, Gallimard, 1999.
- Lolette, biographie de Louise de Vilmorin, Le Promeneur, 1999.
- Promenades et autres rencontres, Cabinet des Lettres, Le Promeneur, 2000.
- Notes éparses pour Actéon, avec eau-forte de Pierre Le-Tan sur gravure de Larroque, La Pionnière, 1999.
- Articles de mode, Louise de Vilmorin et Christian Lacroix, Cabinet des Lettres, Le Promeneur, 2000.
- Les Fruits du hasard, Gallimard, 2001.
- Renaissance et pseudo-Renaissance, de Federico Zeri, Rivages, 2001.
- J'avoue m'être trompé : Fragments d'une autobiographie, de Federico Zeri, 10/18, 2001.
- Les Cabinets de curiosités, Gallimard, 2002.
- Louise de Vilmorin, un album, Gallimard, 2002.
- L'Homme aux figures de cire, Cabinet des Lettres Champfleury, Gallimard, 2004.
- Line Vautrin, Miroirs, Le Promeneur, Galerie Chastel-Maréchal, 2004.
- Pierre Skira, Le Promeneur, 2005.
- Le Méchant Comte, Vie de John Wilmot, comte de Rochester, roman, Gallimard, 2006.
- Charles-Frédéric Soehnée, voyage en enfer, Le Promeneur, 2006.
- Fornasetti, designer de la fantaisie, Thames & Hudson, 2006.
- Nietzsche à Nice, Gallimard, 2009[10].
- Soirs de Paris, Gallimard, 2009[10].
- Lina Baretti, parures, Gallimard, Le Promeneur, 2010.
- L'ange du bizarre, Gallimard, Le Promeneur, 2010.
- Dans la baie des Anges, Gallimard, 2012.
- Second manifeste camp, L'Éditeur singulier, 2012. Réédition du premier livre de Patrick Mauriès, paru en 1979 aux Éditions du Seuil.
- Les Enfants fichus, 150 livres d’Edward Gorey, Chez les libraires associés, Éditions l’Imprimante, 2014 (préface).
- Roland Barthes au fil du temps, Arlea, 2020[11].
- Pages arrachées à un journal de mode (Jardin des Modes, 1989-1994), L'Éditeur singulier, 2022

En collaboration
- Vies oubliées, avec Pierre Le-Tan, Rivages, 1988.
- Christian Lacroix, journal d'une collection, avec Christian Lacroix, Thames & Hudson, 1996.
- Styles d'aujourd'hui, avec Christian Lacroix, Le Promeneur, 1995.
- Valentino's Magic, avec M. -P. Reille, Abbeville, 1998.
- La Visite mémorable, histoire vécue, avec Edward Gorey, Cabinet des Lettres, Le Promeneur, 1998.
- Des bijoux indiscrets, avec Richard Klein et Cécile Deniard, Autrement, 2002.
- Désapprendre, livre d'artiste avec François-Xavier Lalanne, La Balance, Sauveterre-du-Gard, 2002.
- Carnets d'Afrique, avec Marc Barcelo et Amélie Aranguren, Le Promeneur, 2003.
- Le Buste sans tête, avec Edward Gorey, Cabinet des Lettres, Le Promeneur, 2003.
- Tout Goude, avec Jean-Paul Goude, La Martinière, 2005.
- Christian Lacroix, autrement, avec Olivier Saillard et Grégoire Alexandre, Union centrale des arts décoratifs, 2007.
- David Seidner, avec Pierre Bergé, Gallimard, Le Promeneur, 2008.
- Nature fragile : Le cabinet Deyrolle, avec Solène de Bure, Louis Albert de Broglie et Claude d'Anthenaise, Beaux-Arts Éditions, 2008.
- Karl Lagerfeld. Décors d’une vie, avec Marie Kalt, éditions Thames & Hudson, 2023.

### En tant qu'éditeur
Aux éditions Les Presses de Serendip
- Patrick Mauriès, La Tête dans les nuages (Mémorial de Stéphane Deschamps), gravures de Denis Polge, 2002 (BNF 39992054).
- Gérard Macé (texte et photographies), Sirènes et mannequins, 2002 (BNF 39992093).
- Pierre Skira (texte et 5 gravures originales), Sémélé à l'épreuve, avec un fragment des Dionysiaques de Nonnos de Panopolis, 2002 (BNF 39992117).
- François-Xavier Lalanne, Quelques Fables de La Fontaine.
- François-Xavier Lalanne, Les Bestiaires (Bestiaire ordinaire, Bestiaire nécessaire, Bestiaire légendaire).
- Patrick Mauriès/François-Xavier Lalanne, Actéon mis en pièces.
- Gérard Macé, Une bouteille à la mer, gravures de Richard Texier.
- Anne et Patrick Poirier, Le Voyageur endormi.
- Eugène et Léonide Berman, Louis Marcoussis, René Crevel, etc., Un album de vacances.
- Jean-Baptiste Sécheret, Le Grand Désert d'hommes, accompagné d'un texte de Michel Waldberg.
- Jean-Baptiste Sécheret, Suite pour « Le Grand Désert d'hommes ».
- Pierre Lesieur, Suite pour Francis Ponge.
- Sir Thomas Browne, Musaeum Clausum, gravures d'Érik Desmazières.
- Pierre Bergounioux, Mémoire des murs, avec des lithographies de Jean-Baptiste Sécheret.